# Microgravetat

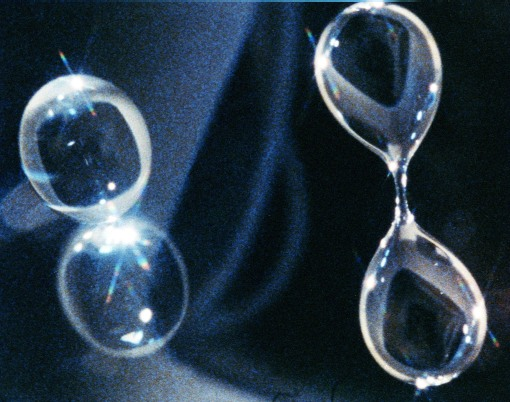
Comportament de gotes d'aigua en microgravetat

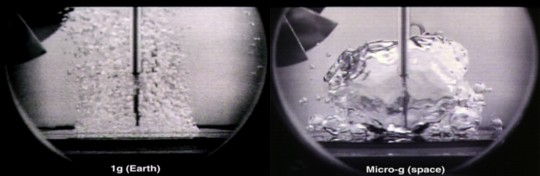
Comparació de l'ebullició d'aigua sota l'acció de la força de gravetat terrestre (1 g, esquerra) i microgravetat (dreta). La font de calor es troba a la part inferior de la fotografia

S'anomena microgravetat la situació que es dona a l'interior dels vehicles en òrbita al voltant de la Terra que s'assimila a l'absència de gravetat. Això és degut al fet que es troben en situació de caiguda lliure, equivalent a l'absència de gravetat per als fenòmens físics. Aquest estat pot provocar desorientació, perquè el sentit de "dalt" o "sota" no existeix a l'espai. Però, contràriament a la creença popular, no és exactament un estat d'ingravidesa (sense gravetat).
Tanmateix, l'equivalència només és vàlida des d'un punt de vista macroscòpic (és a dir, des del punt de vista de les activitats a l'escala humana). El camp gravitatori terrestre contínua sent ben present (la força d'aquest és només d'un 10% més baixa a l'alçada de l'estació espacial internacional) i deixa sentir els seus efectes. Per exemple, hi ha una diferència petita, però mesurable, en la seva força entre els punts del vehicle més propers i més allunyats de la Terra. A més, el vehicle pateix petites acceleracions degudes a forces de frotament amb l'atmosfera, interaccions amb el camp magnètic, radiació solar, etc.
Totes aquestes forces fan que els objectes en microgravetat estiguin sotmesos a petites acceleracions respecte a la nau, cosa que trenca l'equivalència amb l'absència de gravetat. En realitat, la situació s'aproxima més a estar sotmès a camps gravitatoris molt febles, d'aquí el seu nom.